# الحجفة (القتيب)

تعديل مصدري - تعديل

الحجفة محلة تابعة لقرية القتيب، التابعة لعزلة بني وائل بمديرية حزم العدين إحدى مديريات محافظة إب في الجمهورية اليمنية، بلغ تعداد سكانها 41 حسب تعداد اليمن لعام 2004.